# 주환
주환(朱桓, 177년 ~ 238년)은 중국 후한 말~ 오(吳)의 무장으로, 자는 휴목(休穆)이며 양주(楊州) 오군(吳郡) 오현(吳縣) 사람이다.

## 생애
산월(山越)과 위(魏)와의 전투로 공적을 올렸다.
황무(黃武) 2년(223년) 3월, 유수(濡須)로 진격한 조인(曹仁)를 퇴각시켰고 상조(常雕)를 죽였으며, 왕쌍(王雙)을 포로로 잡았다. (《삼국지연의(三國志演意)》에서는 이를 27세 때의 일로 설명하고 있지만, 이는 맞지 않다. 또한 이때는 손환(孫桓)이 이 나이였다)
황무(黃武) 7년(228년) 8월, 육손(陸遜) · 전종(全琮)과 함께 석정(石亭)에서 조휴(曹休)를 격파하였다.
황무(黃龍) 원년(229년), 전장군(前將軍) · 청주목(靑州牧)에 임명되어 가절(假節)을 받았다.
주환은 자존심이 높았고 잘못을 인정하려 들지 않았으며, 주군 손권(孫權) 이외의 사람으로부터 명령을 받는 것을 수치스럽게 여겼다. 때문에 한때는 자신보다 상관의 위치에 있던 지휘관 호종(胡綜)을 죽이려 하였으며, 호종을 도운 측근을 죽였고, 그것에 대해 간한 부관도 죽였다. 손권은 주환의 지금까지의 공적과 능력을 아껴 죄를 묻지 않았다.
238년, 62세의 나이로 병사하였다.
주환은 부하에게 너그러웠으며, 상이 부족할 경우 자신의 재산을 나누어 줄 정도로 부하를 생각하는 인물이었다고 한다. 또한, 혈연 관계에 있는 사람들을 많이 도와주었다. 그에게는 1만 명의 사병이 있었는데, 그들의 가족의 이름과 얼굴을 일일이 기억하였다. 주환이 죽었을 때는 많은 부하들이 통곡하였다고 한다.

## 같이 보기
- 삼국지 인물 목록
- 진수 (서진)
- 배송지